# Mahatma Gandhi Setu

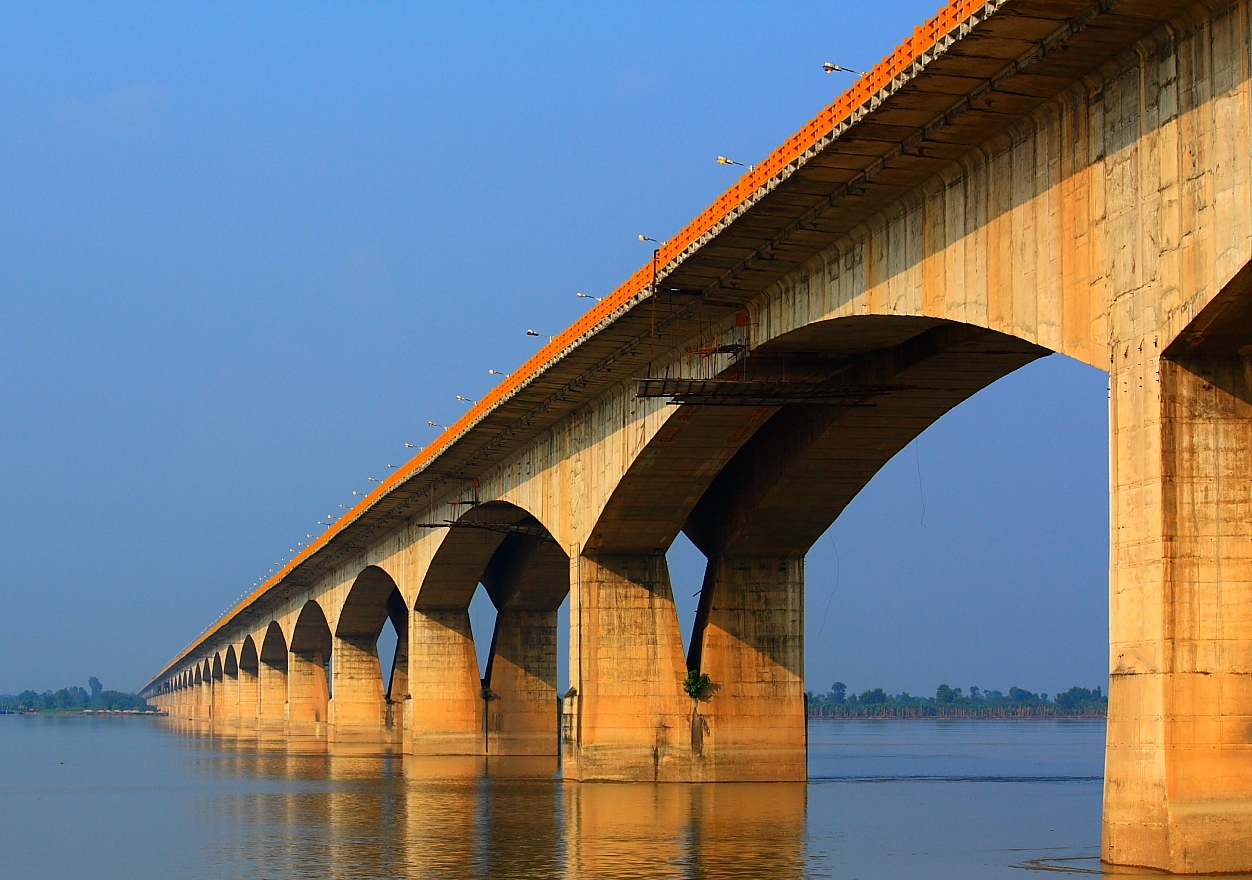
Gandhi Setu

Mahatma Gandhi Setu este un pod peste râul Gange, care leagă orașele Patna cu Hajipur. Podul a fost inaugurat în mai 1982 de prim-ministrul Indiei, Indira Gandhi.
Podul are o lungime de 5.450 de metri.